# Friedhof Wilsnacker Straße für die Opfer von Krieg und Gewaltherrschaft

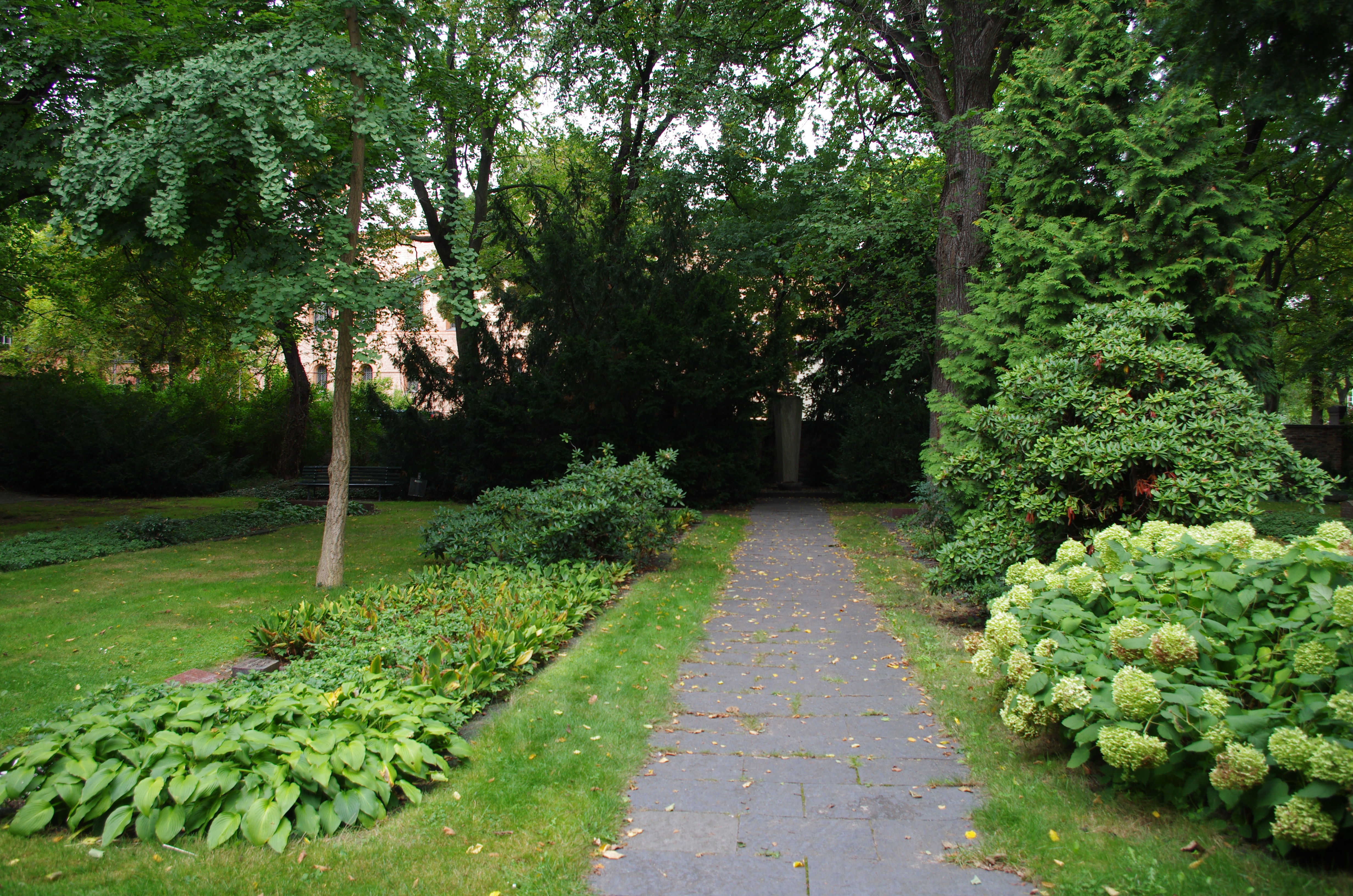
Hauptweg des Friedhofes

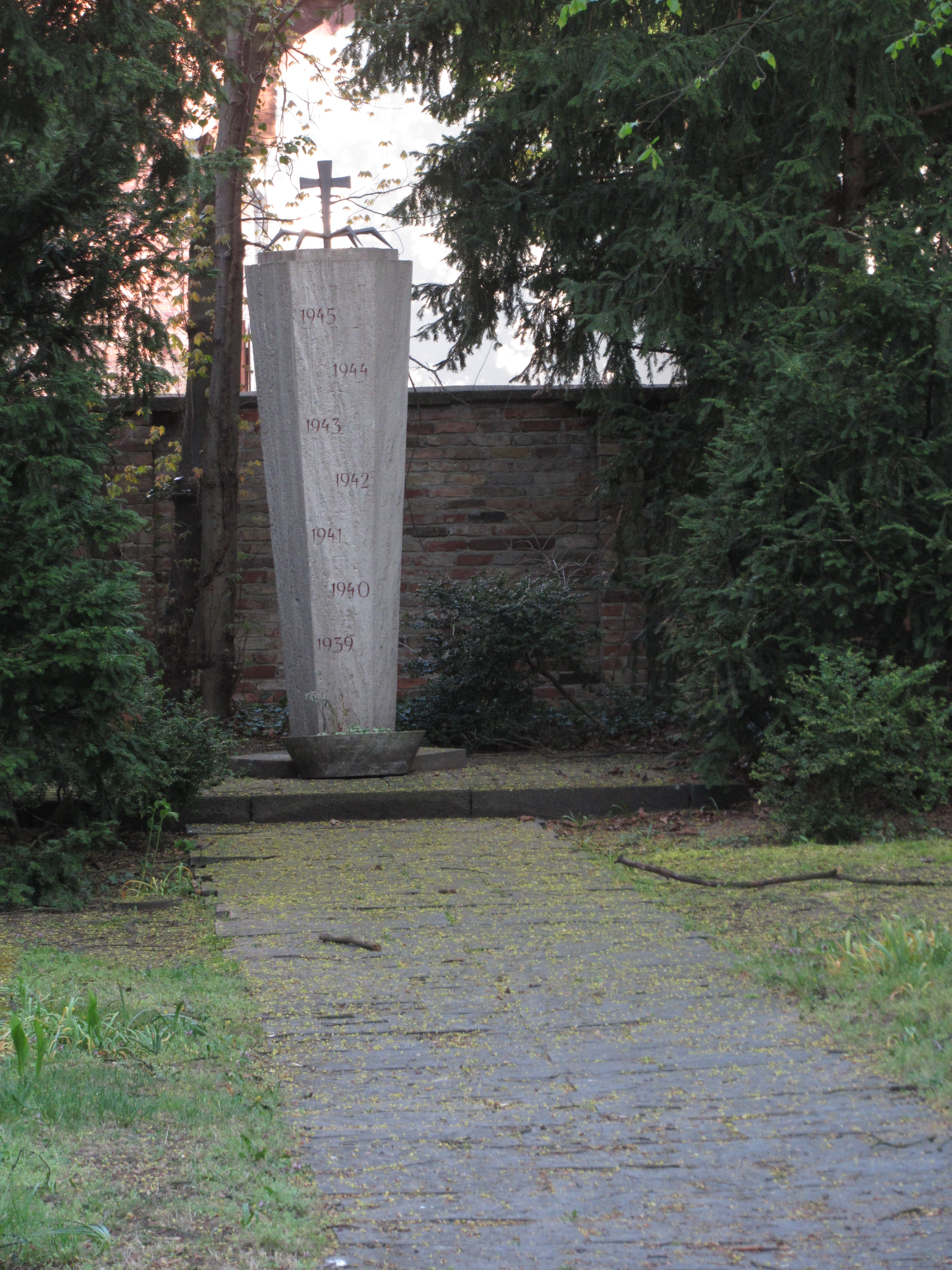
Gedenkstele

Der Kriegsgräberfriedhof in der Wilsnacker Straße im Berliner Ortsteil Moabit ist die letzte Ruhestätte für mehr als 300 Menschen, die im April und Mai 1945 in seiner Umgebung durchweg gewaltsam ums Leben kamen.

## Geschichte
Der heutige Kriegsgräberfriedhof gehörte ursprünglich zum Kirchhof der St. Johannis-Kirche. Dieser Teil des Friedhofes war bereits 1935 geräumt worden. Während der Schlacht um Berlin wurden dort – wie es auf der Tafel heißt, die 2003 rechts neben dem Eingang außen an der Mauer angebracht wurde – „über 300 Menschen begraben, die gegen Ende des Zweiten Weltkrieges im Umkreis dieses Friedhofs ums Leben kamen. Sie starben bei Kampfhandlungen, im Luftschutzkeller, beim Beschaffen des Lebensnotwendigen, durch Genickschuss oder begingen Selbstmord.“ Durch Genickschuss wurden 15 politische Häftlinge und Widerstandskämpfer aus dem Zellengefängnis Lehrter Straße auf den Trümmern des ULAP-Geländes an der Invalidenstraße von der SS umgebracht; von ihnen wurde Albrecht Haushofer auf dem Friedhof begraben, die übrigen in einem Massengrab.
Dieser Notfriedhof wurde später nach einem Entwurf des Gartenarchitekten Wilhelm Alverdes zu einem Ehrenfriedhof nach dem Krieggräbergesetz umgestaltet, der 1955 eröffnet werden konnte.

## Kurzbeschreibung und Denkmale (Auswahl)

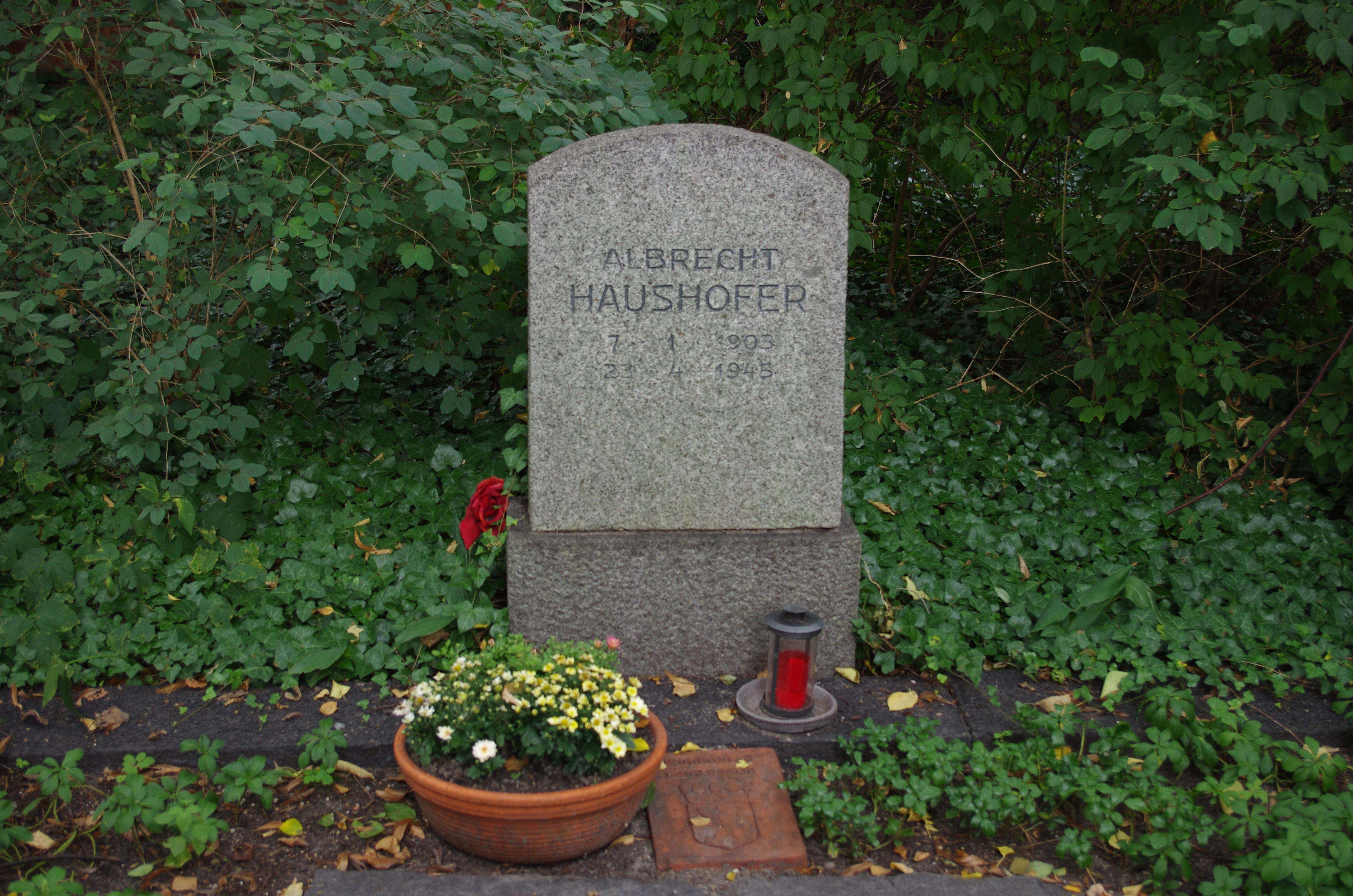
Das Ehrengrab von Albrecht Haushofer

Der Friedhof ist von einer Ziegelmauer umgeben. Vom Eingang geht der Hauptweg auf eine von Karl Wenke gestaltete Muschelkalk-Stele zu, die ein Bronzekreuz krönt. Drei Seiten der sechsseitigen Säule zeigen Reliefs mit Dornenranken und Stacheldraht. Weiter befinden sich Jahreszahlen, ein Kleeblatt und die Symbole Alpha und Omega auf der Stele. Auf eine Beschriftung wurde verzichtet.
Die Beete sind mit immergrünen Bodendeckern wie Efeu und Schattengrün bepflanzt. Für bekannte Kriegsopfer gibt es Gedenksteine. Einen guten Eindruck von der Planung Alverdes gibt der Ziegelsteinbrunnen.
Auf dem Friedhof befindet sich unter anderem das Ehrengrab des am 23. April 1945 ermordeten Albrecht Haushofer. Das Grab liegt im nordöstlichen Friedhofsteil. Die Tafel am Eingang des Friedhofs zitiert Verse aus Haushofers Moabiter Sonetten:
„Der Wahn allein war Herr in diesem Land.

In Leichenfeldern schliesst sein stolzer Lauf,

Und Elend, unermessbar, steigt herauf.“

## Weitere Namen

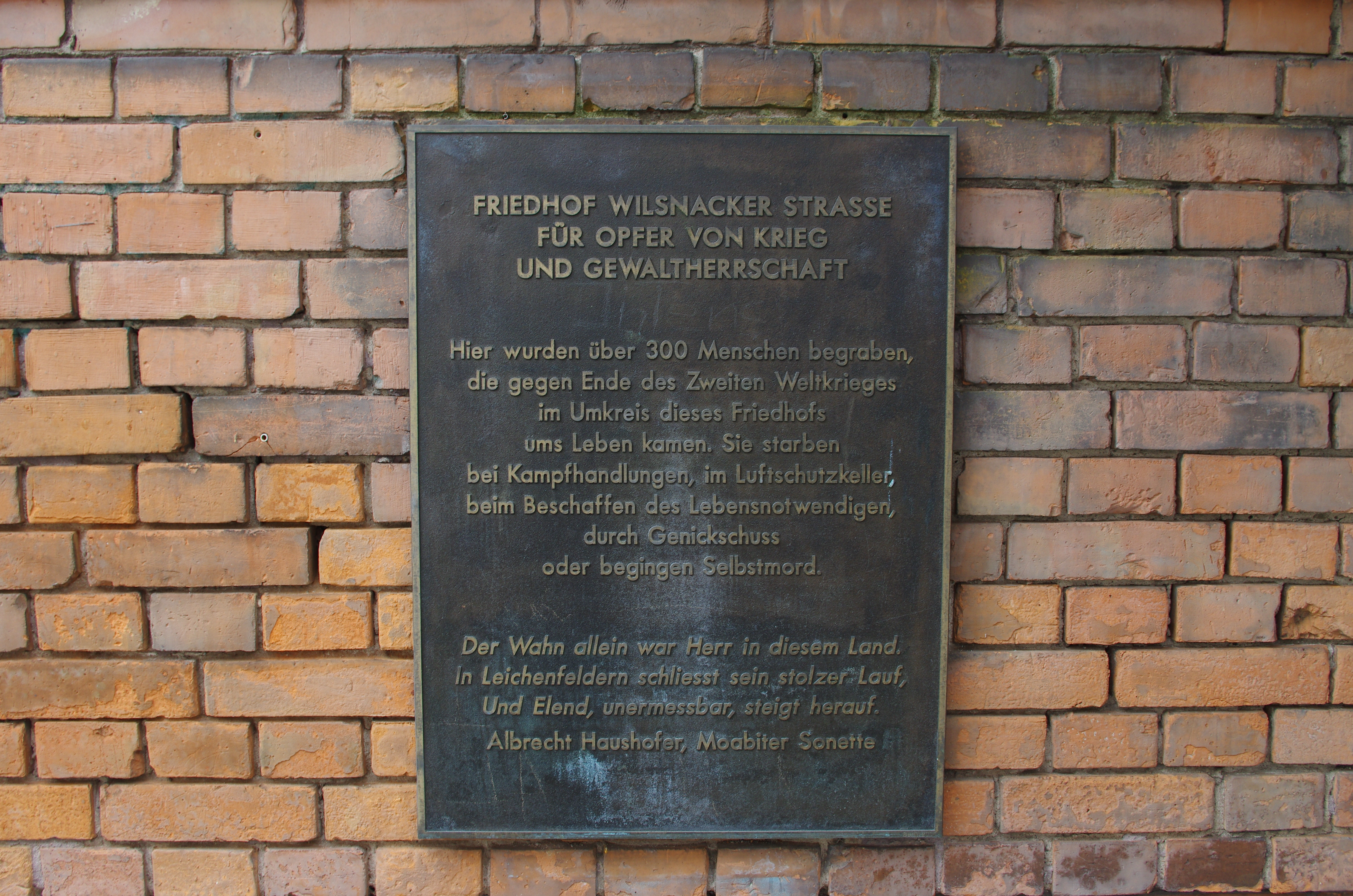
Gedenktafel am Engang: Friedhof Wilsnacker Straße für die Opfer von Krieg und Gewaltherrschaft

Der Friedhof wird im Internet und in der Literatur unter verschiedenen Namen geführt:
- Ehrenfriedhof Wilsnacker Straße[1][2]
- Friedhof gegenüber dem Amtsgericht[3]
- Friedhof Wilsnacker Straße[4]
- Friedhof Wilsnacker Straße für die Opfer von Krieg und Gewaltherrschaft[5]
- Kriegsgräberfriedhof (Moabit)[6][7]
- Kriegsgräberfriedhof Wilsnacker Straße[8]